# Saccheggio russo del 1719-21
Il saccheggio russo (in svedese rysshärjningarna), è il nome dell'azione della Flotta Imperiale russa verso la popolazione civile svedese lungo la costa orientale svedese, così come le spedizioni e le incursioni di singole unità nell'interno, durante gli anni finali della grande guerra del nord nel 1719-1721. Lo scopo era quello di saccheggiare e bruciare per costringere il regno svedese a concessioni durante i negoziati di pace sulle Åland. Il rappresentante svedese, Georg Heinrich von Görtz, stava all'epoca temporeggiando i negoziati nella speranza di un sostegno militare da parte della Gran Bretagna. Pietro il Grande, d'altra parte, desiderava una rapida fine della guerra, che gli avrebbe permesso di concentrarsi sulle riforme interne.
Nell'estate del 1719, una flotta russa composta da 132 galee e diverse imbarcazioni più piccole, per un totale di 26000 uomini, assaltò l'arcipelago di Stoccolma. La flotta russa saccheggiò lungo la costa dell'Uppland quasi fino a nord di Gävle, e la costa del Södermanland fino a sud di Norrköping. L'arcipelago fu gravemente devastato dagli assalti. Su molte delle isole più grandi, quasi tutti gli edifici furono bruciati. L'intera città di Trosa fu rasa al suolo, salvo la chiesa cittadina e il campanile. Dopo aver ricevuto rinforzi, la flotta russa tentò di attaccare Stoccolma, ma fu sconfitta il 12 agosto 1719.
Nel 1720, le truppe russe rasero al suolo Umeå, e nel 1721 le città di Hudiksvall, Sundsvall, Söderhamn, Härnösand e Piteå.
Le forze russe furono fermate dopo un contrattacco svedese nella battaglia di Grengam (in svedese: Slaget vid Ledsund) di cui 43 dei 61 galeoni totali furono distrutti. In questo modo la costa orientale svedese fu salvata. Altri scontri simili si ripeterono fino alla pace del trattato di Nystad.